# Mankanyes
Els mankanyes o Ba-hula són un grup ètnic africà que viu a Guinea Bissau, Senegal i Gàmbia. Llur religió predominant són les religions africanes ancestrals, encara que una quarta part són cristians. La seva llengua, el mankanya, forma part de les llengües bak, que pertany a la família de les llengües nigerocongoleses.

## Distribució
El grup més nombrós, uns 61.000 individus, és a Guinea Bissau, on són el 3,5 % de la població i viuen principalment ala regió de Cacheu amb alguns grups a Farim, Bolama i Sao Domingos. Uns 40.000 viuen a la regió de Casamance, al Senegal, mentre que uns 2.600 viu a Gàmbia.